# Wacław Majewski (duchowny)
Wacław Majewski (ur. 9 września 1891 w Warszawie, zm. 14 stycznia 1983 tamże) – polski duchowny rzymskokatolicki, biskup pomocniczy warszawski w latach 1946–1983.

## Życiorys
W 1916 przyjął święcenia kapłańskie i rozpoczął pracę duszpasterską w Powsinie. Później pracował w Łowiczu. Następnie został notariuszem kurii i profesorem seminarium duchownego, gdzie wykładał teologię moralną. Od 1932 był rezydentem w parafii Najświętszego Zbawiciela.
W okresie okupacji pełnił funkcję curatusa katedry św. Jana w Warszawie jako infułat kustosz kapituły warszawskiej.
7 maja 1946 mianowany został przez papieża Piusa XII biskupem pomocniczym archidiecezji warszawskiej i biskupem tytularnym Docimium. Sakrę otrzymał 29 czerwca 1946. Sprawując urząd biskupa, był równocześnie proboszczem parafii Najświętszego Zbawiciela w Warszawie. W okresie internowania prymasa Stefana Wyszyńskiego zarządzał archidiecezją warszawską jako wikariusz kapitulny. Uczestniczył w II i IV sesji soboru watykańskiego II.
Został pochowany na cmentarzu Powązkowskim.